# Andrew Jung
Andrew Jung, né le 8 octobre 1997 à Remiremont en France, est un footballeur français qui joue au poste d'attaquant à l'OFI Crète.

## Biographie
Originaire des Vosges, Andrew Jung est formé au football successivement à Ensisheim, Le Thillot, Mulhouse, Épinal avant de rejoindre le centre de formation du Stade de Reims. Il fait ses débuts professionnels le 25 novembre 2016, en Ligue 2, sur la pelouse du Nîmes Olympique. Il refera ensuite deux autres apparitions sous le maillot rémois en fin de saison.
Lors de l'été 2018, il signe son premier contrat professionnel avec Reims puis il est prêté une saison à l'US Concarneau en National. L'année suivante, il s'engage deux années avec La Berrichonne de Châteauroux. Peu utilisé en première partie de saison, il est prêté à nouveau à Concarneau en janvier 2020. Lors de la saison 2020-2021, il est prêté à l'US Quevilly-Rouen. Il termine meilleur buteur de National avec 21 buts en 30 matchs. Il est élu meilleur joueur de la saison en National.
En juillet 2021, il s'engage avec le club belge du KV Ostende avant d'être prêté directement pour deux saisons à l'AS Nancy-Lorraine évoluant en Ligue 2. En Lorraine, Jung n'inscrit que 3 buts et Nancy termine dernier du championnat. La saison suivante, il retrouve la Normandie et QRM où il est une nouvelle fois prêté une année.
En août 2023, il est prêté une saison au Valenciennes FC.

## Statistiques
| Saison                | Club                     | Championnat           | Championnat | Championnat | Coupe nationale | Coupe nationale | Coupe de la Ligue | Coupe de la Ligue | Total | Total |
| Saison                | Club                     | Division              | M.          | B.          | M.              | B.              | M.                | B.                | M.    | B.    |
| 2016-2017             | Stade de Reims           | Ligue 2               | 3           | 0           | -               | -               | -                 | -                 | 3     | 0     |
| 2018-2019             | US Concarneau (prêt)     | National              | 26          | 7           | 3               | 1               | -                 | -                 | 29    | 8     |
| 2019-2020             | LB Châteauroux           | Ligue 2               | 9           | 0           | 1               | 0               | 1                 | 0                 | 11    | 0     |
| 2020                  | US Concarneau (prêt)     | National              | 7           | 3           | -               | -               | -                 | -                 | 7     | 3     |
| 2020-2021             | US Quevilly-Rouen (prêt) | National              | 30          | 21          | 3               | 2               | -                 | -                 | 33    | 23    |
| 2021-2022             | AS Nancy-Lorraine (prêt) | Ligue 2               | 31          | 3           | 5               | 2               | -                 | -                 | 36    | 5     |
| 2022-2023             | US Quevilly-Rouen (prêt) | Ligue 2               | 27          | 2           | 1               | 0               | -                 | -                 | 28    | 2     |
| 2023-2024             | KV Ostende               | Challenger Pro League | 3           | 0           | -               | -               | -                 | -                 | 3     | 0     |
| 2023-2024             | Valenciennes FC (prêt)   | Ligue 2               | 16          | 2           | 4               | 2               | -                 | -                 | 20    | 4     |
| Total sur la carrière | Total sur la carrière    | Total sur la carrière | 152         | 38          | 17              | 7               | 1                 | 0                 | 170   | 45    |